# Gouverneurswahlen in den Vereinigten Staaten 1997

Sowohl in New Jersey als auch in Virginia stellte die Republikanische Partei auch nach der Wahl von 1997 den Gouverneur.

Die Gouverneurswahlen in den Vereinigten Staaten 1997 fanden am 4. November 1997 statt. Gewählt wurde in den Bundesstaaten New Jersey und Virginia. In beiden Fällen wurde das Amt des Gouverneurs weiterhin von einem Mitglied der Republikanischen Partei ausgeübt.

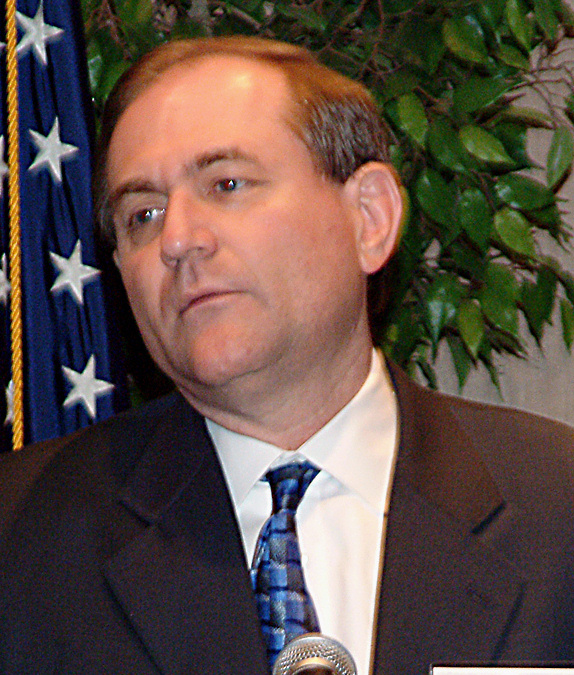
Jim Gilmore wurde neuer Gouverneur von Virginia.

In New Jersey trat die Republikanerin Christine Todd Whitman, die vier Jahre zuvor den demokratischen Amtsinhaber James Florio besiegt hatte, erneut an. Als Gegenkandidaten stellten die Demokraten Jim McGreevey auf, Mitglied des Staatssenats und Bürgermeister des Woodbridge Township. Während die acht übrigen Bewerber kleinerer Parteien in ihrer Gesamtheit einen vergleichsweise hohen Stimmenanteil erzielten, kamen weder Whitman noch McGreevey auf die absolute Mehrheit. Letztlich genügten der Gouverneurin 47,1 Prozent, um ihr Amt zu verteidigen; der Herausforderer wurde mit 46 Prozent geschlagen, kandidierte vier Jahre später aber erneut und war dabei siegreich. Murray Sabrin von der Libertarian Party belegte mit 4,7 Prozent der Stimmen Platz drei.
Da für den Gouverneur von Virginia laut Staatsverfassung nur eine vierjährige Amtszeit möglich ist, konnte der Republikaner George Allen kein zweites Mal kandidieren. Seine Partei stellte mit Jim Gilmore den Attorney General des Staates auf, der die Wahl mit sicherem Vorsprung für sich entschied. Mit 55,8 Prozent der Stimmen distanzierte er den Demokraten Don Beyer, zuvor Vizegouverneur unter Allen, deutlich; dieser erreichte 42,6 Prozent. Mit Sue Harris DeBauche von der Reform Party gab es eine dritte Kandidatin, die auf 1,5 Prozent der Stimmen kam.